# Morainvilliers
Morainvilliers là một xã thuộc tỉnh Yvelines, trong vùng Île-de-France, Pháp, có cự ly khoảng 12 km về phía tây của Saint-Germain-en-Laye.
Tên gọi « Morainvilliers » xuất phát từ một từ gốc Đức, Moreno.
Người dân địa phương trong tiếng Pháp gọi là Morainvillois.

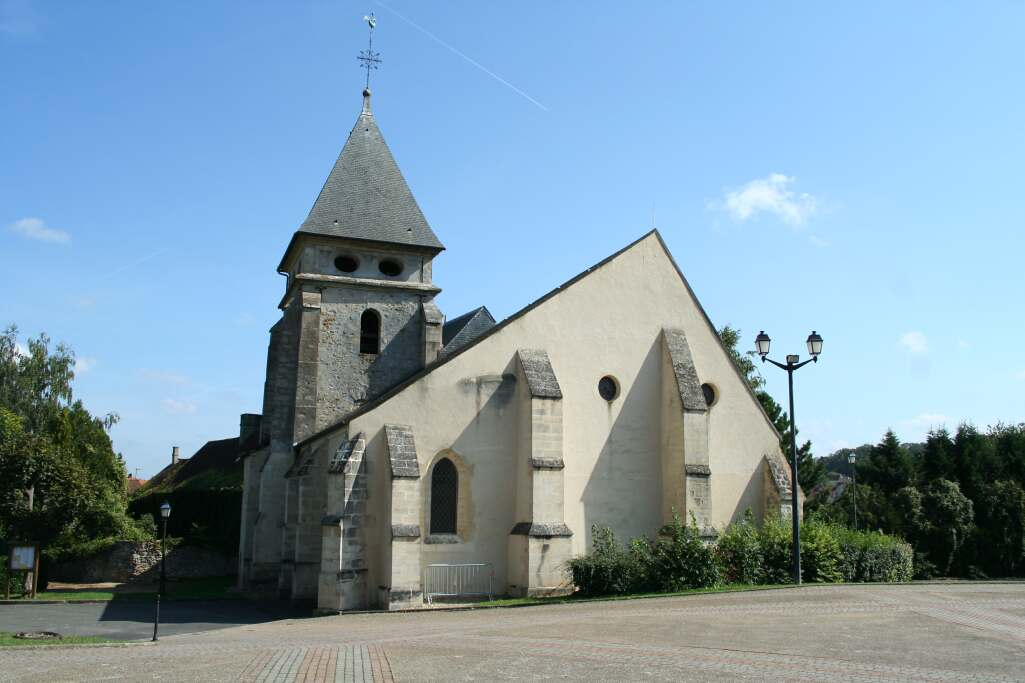
Nhà thờ Saint-Léger

Đây là một xã nông nghiệp ở đồng bằng Versailles, Morainvilliers giáp với các xã: Ecquevilly về phía tây, Vernouillet, Chapet và Médan về phía bắc, Alluets-le-Roi về phía nam và Orgeval về phía đông. 